# Домбрувка (гміна Москожев)
Домбрувка (пол. Dąbrówka) — село в Польщі, у гміні Москожев Влощовського повіту Свентокшиського воєводства.
Населення — 50 осіб (2011).
У 1975-1998 роках село належало до Ченстоховського воєводства.

## Демографія
Демографічна структура на день 31 березня 2011 року:
|          | Загалом | Допрацездатний вік | Працездатний вік | Постпрацездатний вік |
| -------- | ------- | ------------------ | ---------------- | -------------------- |
| Чоловіки | 32      | 7                  | 19               | 6                    |
| Жінки    | 18      | 1                  | 8                | 9                    |
| Разом    | 50      | 8                  | 27               | 15                   |